# چویسکا
چویسکا (به پرتغالی: Chuvisca) یک منطقهٔ مسکونی در برزیل است که در ریو گرانده جنوبی واقع شده‌است. چویسکا ۵٬۴۸۰ نفر جمعیت دارد.